# Czibak Imre
Czibak Imre (? – 1534. augusztus 12.) váradi püspök, Erdély helyettes vajdája.

## Élete

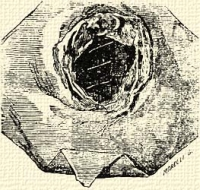
Czibak Imre pecsétje. Dőlt pajzsban a Gutkeled nemzetség címere

Czibak Imre egy Bihar megyei nagybirtokos családban született, és már gyermekkorában Szapolyai János – akkor még erdélyi vajda – udvarába került. Katonai pályáját Tomori Pál oldalán kezdte Fogaras várában. 1506-ban részt vett Szapolyai oldalán a székely felkelés leverésében, és ott volt 1514-ben a Dózsa György-féle parasztfelkelés elleni küzdelmekben is. A mohácsi csatában Tomori Pál kalocsai érsek seregében harcolt. 1526 tavaszán belépett a papi rendbe, és a kolozsmonostori apátságot kapta javadalmul. Ugyanez év végén János király kinevezte temesvári kapitánnyá és Temes vármegye főispánjává, egyben püspöki címmel ráruházta a váradi püspökséget. 1527. július 15-én Szegednél szétszórta a szerb parasztvezér Cserni Jován felkelő seregét. Ferdinánd király hadai gyors ütemben foglalták el Szapolyai János várait, és rövidesen Buda is a kezére került. A főváros elvesztése után János király Váradra menekült, ahol egyik legkövetkezetesebb híve, Czibak Imre volt a püspök.
Czibak Imre tekintélyét nem csak váradi püspöki mivolta, hanem az is növelte, hogy jelentős várak és az ezekkel együtt járó elég nagy létszámú erők voltak a kezén. 1533-ban Ferdinánd király egyezkedni kezdett a török portával abból a célból, hogy Szapolyait a szultáni udvarnál sikerüljön kedvezőtlen színben feltüntetnie. Ennek ellensúlyozására János király Grittit Isztambulba küldte. 

## Halála

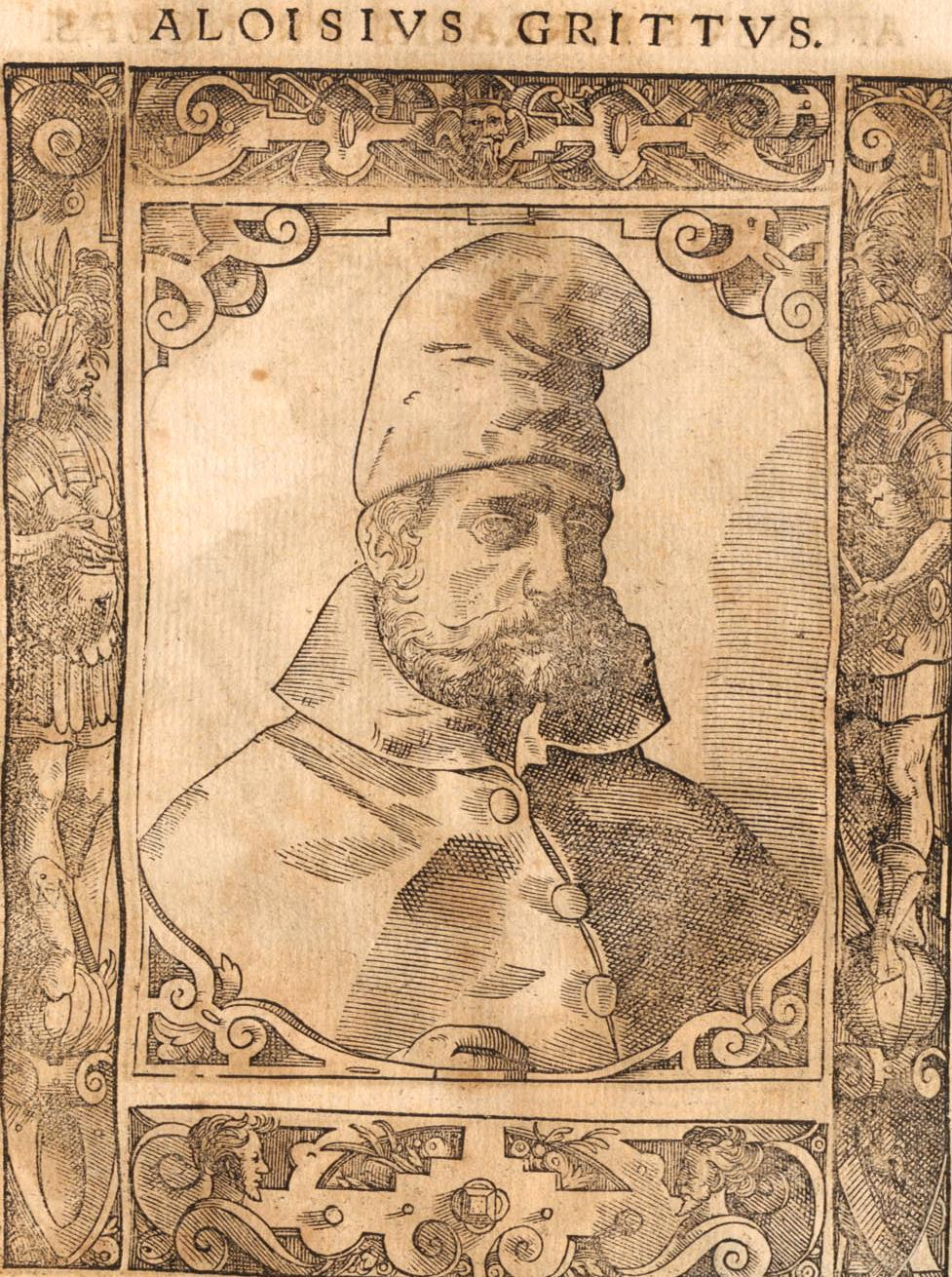
Lodovico Gritti velencei kalandor, Magyarország kormányzója, Czibak Imre váradi püspök gyilkosa

Gritti távollétét kihasználva Czibak Imre nyíltan szervezkedni kezdett a kormányzó ellen. 1534-ben Erdély helyettes vajdája lett. A szervezkedés hírére Gritti mintegy (4000 fős seregével váratlanul megjelent Erdélyben, és magához rendelte a nemeseket. Czibak természetesen nem engedelmeskedett, ezért Gritti seregei váratlanul rárontottak a táborára, foglyul ejtették és azonnal lefejezték, majd Czibak Imre levágott fejét Gritti táborába vitték.
Eközben fülünkbe jutott nekünk, udvari embereknek, hogy a kormányzó úr Erdélyben van. Megtudta, hogy kormányzósága ellen Czibak úr felkelt, tisztségére tör, hogy felkapaszkodott, hogy sok kastélyt és várat hódoltatott maga alá birtokaival együtt. Dóczy János mindig fülébe adta Gritti úrnak, s növelte a maga rossz feltevéseit, hogy méltóságos uraságod ellen merészel közeledni nagyságod hivatalához Kolozsvár mellett ütött tábort a kormányzó úr, Czibak Imre pedig Szeben városa mellett. Amikor Czibak úr sátrához közeledtek, korán reggel volt, napkelte előtt. És mondta Batthyány Orbán: Czibak úr, kelj fel és jöjj a kormányzó úrhoz. Maga Czibak még ingben volt, mezítelen lábbal és fővel. Látta Batthyány Orbán, hogy szava semmit sem ér, hogy szabad akarattal jöjjön. Megparancsolta a janicsár gyalogosoknak, rontsanak rá, hogy elfogják. Akik beléptek sátrába, mindjárt a földre estek; sokakat megölt. Amint látták, hogy ő nem jelenik meg előttük, mindjárt körülvették őt a gonosz férfiak s kezdték sátrának köteleit elvagdosni, mert másképpen nem tudtak neki ártani; sátrát fejére döntötték, s így a sátor takarója alatt átszúrták. És hogy a fejét levágta Batthyány Orbán, letette a kormányzó elé az asztalra. Dóczy János kivágatta fejéből nyelvét, s mindig előtte volt egy vesszőre szúrva.
Gritti, a brassói ferences rendi papoknak elküldte Czibak Imre fejét, akik azt harangszó mellett a templomuk főoltára alá eltemették.
Czibak Imre kegyetlen meggyilkolása és holttestének megcsonkítása miatt nyílt nemesi ellenállás robbant ki Gritti ellen, akinek serege kevésnek bizonyult a felkelők hadaival szemben, ezért aztán Medgyes várába volt kénytelen menekülni. 
János király a számára leginkább biztonságosnak számító Váradról figyelte az eseményeket, de vagy tehetetlenségében, vagy mert szabadulni akart a szultán kegyencétől, aki a túl nagy hatalomra tett szert Magyarországon, nem avatkozott az eseményekbe.  Ugyanakkor nem szolgáltatott igazságot Czibak Imre megölése miatt sem. Annak ellenére senkit nem ítéltetett el, hogy Czibak feltétlen híveként korábban sok szolgálatot tett neki.
Gritti végül alulmaradt a nemesi felkelőkkel szemben, ellenfelei kezére került, akik 1534-ben Medgyes várában azonnal kivégezték. 
Ezzel ismét teljessé vált az országban az anarchia. A két király által teremtett mozgásteret, a legtöbb kalandor politikus és hadvezér saját előnyére használt ki, tovább gyengítve ezzel az Oszmán Birodalommal szemben Magyarországot.